# Expedições filosóficas portuguesas

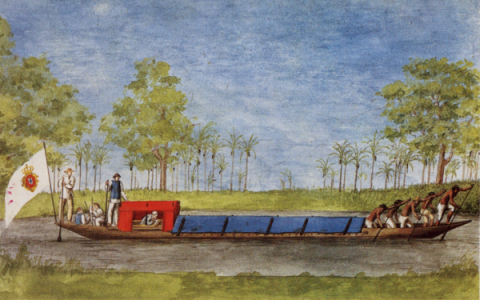
"Viagem Philosophica" de Alexandre Rodrigues Ferreira

As expedições filosóficas portuguesas ou viagens filosóficas de finais do século XVIII foram a primeira tentativa financiada pela coroa portuguesa de levar a cabo um estudo organizado e sistemático da história natural ultramarina. 

## As expedições
As expedições tiveram lugar nas duas últimas décadas do século XVIII, através de viagens científicas ao Brasil, Angola, Moçambique, Goa e Cabo Verde, Cabo da Boa Esperança, Melinde e Calicute. Levadas a cabo por naturalistas formados no curso de Filosofia criado na Universidade de Coimbra em 1772. 
Estas expedições foram dirigidas e financiadas pela coroa, sob a directa supervisão do Secretário de Estado dos Negócios da Marinha e Ultramar Martinho de Melo e Castro e contaram com o empenhamento da Universidade de Coimbra, da Academia das Ciências de Lisboa e do Jardim Botânico da Ajuda.
O interesse pelo conhecimento dos recursos naturais do Império levou à redacção de vários guias para a recolha de espécimens naturais. O catedrático de Botânica da Universidade de Coimbra e director do Jardim da Ajuda, Domingos Vandelli orientou cientificamente as várias expedições, à frente das quais colocou antigos alunos seus: 
- Alexandre Rodrigues Ferreira (1756‑1815), no Brasil,
- Joaquim José da Silva, em Angola,
- Manuel Galvão da Silva, em Goa e Moçambique,
- João da Silva Feijó, em Cabo Verde.

Alexandre Rodrigues Ferreira foi o único que conseguiu exercer funções em exclusividade, todos os outros realizaram os seus trabalhos de naturalistas juntamente com funções na administração colonial.